# 石川愛
石川 愛（いしかわ あい、1992年5月14日 - ）は、フリーアナウンサー、NTB所属。元福岡放送（FBS）アナウンサー。

## 来歴・人物
日本大学法学部新聞学科卒業。2012年ミスフェニックス準グランプリ。大学時代はテレビ朝日アスクに在籍していた。
2015年4月、福岡放送入社。同期入社は松井くらら（2018年4月退職）、元木寛人。
2019年12月3日、プロサッカー選手の篠原弘次郎（Jリーグ・アビスパ福岡）と結婚したことを公表した。
2020年5月31日に2016年1月より担当していた『夢空間スポーツ』を降板し、その翌日の6月1日に自身のブログにて妊娠及び同日から産休に入ることを報告。
2020年7月13日、第一子となる男児を出産したことを自身のInstagramにて報告。夫の篠原が松本山雅FCへ移籍することが決まったことから同年12月31日付で福岡放送を退職した。
2021年8月、新たなInstagramを開設し、フリーアナウンサーとして活動を再開する事を発表した。
2022年3月、第2子の妊娠を明らかにした。

## 出演番組
- めんたいワイド（2015年9月29日 - 2020年5月29日）- リポーター（不定期出演）
- バリはやッ!→バリはやッ!ZIP!（2015年10月1日 - 2020年3月30日）- 木・金曜日ニュース及び特集コーナー担当
- 夢空間スポーツ（2016年1月17日 - 2020年5月31日）- MC